# Joan Laporta
Joan Laporta i Estruch (phát âm tiếng Catalunya: [ʒuˈan ləˈpɔɾtə]; sinh 29 tháng 6 năm 1962) là một chính trị gia người Tây Ban Nha, hiện đang là chủ tịch của FC Barcelona.
Laporta là một luật sư. Ông từng là nghị sĩ trong Nghị viện Catalunya từ năm 2010 đến năm 2012.
Trong nhiệm kỳ đầu tiên của ông với tư cách là chủ tịch của FC Barcelona, câu lạc bộ đã lập được kỷ lục mới về số danh hiệu giành được trong 12 tháng, giành được cú ăn sáu vào năm 2009. Sau khi rời đi vào năm 2010, ông tái đắc cử làm chủ tịch câu lạc bộ vào năm 2021.

## Sự nghiệp tại Barcelona

### 2003–2010: Nhiệm kỳ đầu tiên

#### Mùa giải đầu tiên
Trong cuộc bầu cử năm 2003, Laporta ban đầu không được nhiều người yêu thích, nhưng số phiếu bầu cho ông đã tăng lên trong chiến dịch bầu cử và cuối cùng đã giành chiến thắng, một phần là từ một lời hứa (nhưng không được hoàn thành) là sẽ mang David Beckham đến Barcelona. Laporta được sự hỗ trợ của các doanh nhân trẻ khác của Barcelona, như Sandro Rosell. Laporta nhanh chóng trở thành ngôi sao truyền thông, thậm chí hơn cả một số cầu thủ.
Mùa giải đầu tiên của Laporta khá bất ổn. Tình hình của câu lạc bộ là một trong những nỗi thất vọng cay đắng đối với cả người hâm mộ và cầu thủ sau khi câu lạc bộ không đạt được tiêu chuẩn của riêng họ để so sánh với thành công của Real Madrid vào đầu những năm 2000.

#### Đưa Frank Rijkaard về làm huấn luyện viên
Với sự xuất hiện của Laporta, siêu sao bóng đá Ronaldinho cũng như huấn luyện viên mới Frank Rijkaard, câu lạc bộ đã bầu ra một ban điều hành mới, trẻ trung và chưa được kiểm định. Laporta cũng phải chiến đấu chống lại mối đe dọa bạo lực bên ngoài sân vận động Camp Nou, đặc biệt là từ băng đảng cực đoan Boixos Nois, và phải đối mặt với những lời lăng mạ và đe dọa từ chúng. Cảnh sát điều tra cho thấy họ đã lên kế hoạch bắt cóc ông. Tình hình càng trầm trọng hơn khi mùa giải 2003–04 của Barça  ban đầu có kết quả không tốt, và Laporta liên tục phải kêu gọi sự kiên nhẫn của người hâm mộ với ông và Rijkaard khi câu lạc bộ dần loại bỏ những cầu thủ cũ để xây dựng một diện mạo mới xung quanh Ronaldinho.
Laporta cũng phải thúc đẩy hội đồng quản trị của mình thúc đẩy các ý tưởng kinh doanh sáng tạo để tăng doanh thu, và trong những năm gần đây, phong cách quản lý mới đó cuối cùng đã thành công trong việc xoay chuyển vận mệnh của câu lạc bộ và trở lại phong độ một cách ngoạn mục, đứng thứ hai chung cuộc vào năm 2003–04, và giành được danh hiệu La Liga cả ở mùa 2004–05 và 2005–06. Trong giai đoạn này, khoản nợ tài chính khổng lồ từ chủ tịch trước đó bắt đầu được cắt giảm, và chỉ còn lại hai cầu thủ từ đội ban đầu không giành được danh hiệu lớn trong 6 năm, với những cầu thủ như Deco, Samuel Eto'o và Edmílson trong vai những ngôi sao mới, xung quanh Ronaldinho và cốt lõi là những cầu thủ cây nhà lá vườn như Carles Puyol, Xavi, Andrés Iniesta, Víctor Valdés và Oleguer Presas. Câu lạc bộ giành được UEFA Champions League lần thứ hai trong lịch sử vào ngày 17 tháng 5 năm 2006.
Barcelona có một lịch sử dài trong việc từ chối các nhà tài trợ áo đấu. Vào năm 2006, FC Barcelona đã công bố một thỏa thuận 5 năm với UNICEF, câu lạc bộ sẽ quyên góp 1,5 triệu euro và biểu tượng UNICEF sẽ xuất hiện trên áo của họ. Sau khi Laporta rời khỏi cương vị chủ tịch, câu lạc bộ đã ký hợp đồng tài trợ áo đấu với Qatar Foundation và Qatar Airways.

#### Tái đắc cử
Có một số cuộc tranh cãi về thời điểm chính xác nhiệm kỳ của Laporta bắt đầu. Một thành viên câu lạc bộ đã đến tòa án và vào ngày 19 tháng 7 năm 2006, một thẩm phán đã ra phán quyết rằng tám ngày đầu tiên trong nhiệm kỳ chủ tịch của ông vào tháng 6 năm 2003 được tính là năm đầu tiên trong nhiệm kỳ bốn năm của ông; nhiệm kỳ của ông do đó đã hết hạn và các cuộc bầu cử mới đã được tiến hành. Tạm thời, câu lạc bộ được cai trị bởi một ủy ban quản lý do nhà kinh tế Xavier Sala-i-Martin đứng đầu.
Cuộc bầu cử dự kiến được tổ chức vào ngày 3 tháng 9 năm 2006, nhưng cuối cùng lại không cần thiết vì vào ngày 22 tháng 8, Barcelona xác nhận Laporta tiếp tục làm chủ tịch trong 4 năm nữa sau khi không có ứng cử viên nào khác nhận được 1.804 chữ ký cần thiết để ứng cử.

#### Bầu cử bất tín nhiệm
Kết quả kém cỏi của các bộ môn thể thao, đặc biệt là bóng đá, cùng với những lo ngại về phong cách lãnh đạo của ông, đã dẫn đến một cuộc vận động bất tín nhiệm diễn ra vào ngày 6 tháng 7 năm 2008, do Oriol Giralt lãnh đạo. Các cuộc thăm dò dư luận cho thấy 60,60% trong tổng số 39.389 phiếu bầu đã chống lại Laporta. Mặc dù ông đã thua tổng số phiếu bầu, 66% cần thiết để tổ chức cuộc bầu cử mới đã không đạt được.
Theo kết quả, người ta suy đoán rằng Laporta sẽ từ chức do áp lực từ các giám đốc đồng nghiệp. Điều này sẽ dẫn đến việc phó chủ tịch lúc đó là Albert Vicens tiếp quản vị trí của Laporta, và Ferran Soriano thay thế Vicens làm phó chủ tịch. Tuy nhiên, những tin đồn này nhanh chóng bị Laporta bác bỏ. Vào ngày 10 tháng 7 năm 2008, 8 trong số 17 thành viên hội đồng quản trị-các phó chủ tịch Albert Vicens, Ferran Soriano và Marc Ingla, và các giám đốc Evarist Murtra, Toni Rovira, Xavier Cambra, Clàudia Vives-Fierro và Josep Lluís Vilaseca-đã từ chức sau khi Laporta xác nhận rằng ông sẽ ở lại làm chủ tịch câu lạc bộ bất chấp ý kiến của các thành viên. Trong một tuyên bố báo chí, họ tiết lộ rằng họ đã từ chức do "sự khác biệt trong cách hành động sau kết quả của động thái".

#### Sự trở lại của Pep Guardiola
Sau khi sa thải huấn luyện viên trưởng Frank Rijkaard, Laporta đã bổ nhiệm Pep Guardiola, 1 người thiếu kinh nghiệm, đội trưởng của đội Barça vào cuối kỷ nguyên "Dream Team". Kinh nghiệm làm huấn luyện viên duy nhất của Guardiola là với đội B vào mùa giải trước (đã giành quyền thăng hạng từ hạng tư lên hạng ba). Mặc dù đội khởi đầu không tốt, thua trận đầu tiên trước Numancia và hòa trận thứ hai, nhưng Barcelona đã có mùa giải tốt nhất trong lịch sử, giành cú ăn ba cùng các danh hiệu La Liga, Copa del Rey, Champions League, Supercopa de España, UEFA Super Cup và FIFA Club World Cup. Ông được kế nhiệm bởi Sandro Rosell vào năm 2010.

### 2021–nay: Nhiệm kỳ thứ hai
Vào tháng 11 năm 2020, Laporta tuyên bố tham gia ứng cử chủ tịch cho cuộc bầu cử năm 2021. Vào tháng 1 năm 2021, ông chính thức tham gia vào cuộc đua tổng thống sau khi có được 10,252 chữ ký. Vào ngày 7 tháng 3, Laporta đã giành chiến thắng trong cuộc bầu cử tổng thống, nhận được 54,28% số phiếu bầu với 29,99% của Víctor Font và 8,58% của Toni Freixa.

## Hoạt động chính trị
Laporta đã tham gia chính trị từ lâu. Năm 1996, ông gia nhập Đảng Tự do, được thành lập bởi Pilar Rahola và Àngel Colom, cựu thành viên của Đảng Cánh tả cộng hòa Catalunya.
Laporta từ lâu đã mong muốn gia nhập Chính trị Tây Ban Nha sau khi rời chức vụ chủ tịch của FC Barcelona. Trong quá khứ, ông đã thẳng thắn về các đảng phái chính trị của mình: ông ủng hộ phong trào độc lập Catalunya khỏi Tây Ban Nha. FC Barcelona được nhiều người coi là biểu tượng của Catalunya, Laporta thường nhấn mạnh thực tế này nhưng đã bị chỉ trích bởi những người cho rằng Barça nên giữ trung lập từ quan điểm chính trị.
Sau khi kết thúc nhiệm kỳ chủ tịch thứ hai của mình, Laporta thành lập đảng chính trị đòi độc lập Democràcia Catalana (Đảng Dân chủ Catalunya). Vào mùa hè năm 2010, đảng của Laporta hợp nhất với các đảng ủng hộ độc lập của các nghị viện khác và các phong trào cơ sở thành một cương lĩnh chính trị có tên Catalunya đoàn kết vì độc lập. Laporta đã được bầu làm chủ tịch.
Trong cuộc bầu cử quốc hội Catalunya năm 2010, đảng mới đã giành được 4 ghế trong Quốc hội Catalunya gồm 135 thành viên, trở thành đảng lớn thứ 6 trong số 7 đảng.
Năm 2011, Laporta từ chức chủ tịch Catalunya đoàn kết vì độc lập và rời đảng.

## Chỉ trích
Việc Laporta quản lý các môn thể thao của câu lạc bộ, đặc biệt là bóng rổ, đã gây tranh cãi. Vào ngày 2 tháng 6 năm 2005, ông phải đối mặt với sự từ chức của năm thành viên trong ban giám đốc của câu lạc bộ, bao gồm cả Sandro Rosell. Họ cáo buộc ông đã thay đổi thành một con người tồi tệ hơn, có những đặc điểm độc đoán và nuôi dưỡng tham vọng quyền lực.
Vào tháng 10 năm 2005, ông phải đối mặt với một vụ bê bối khi anh rể và thành viên ban giám đốc phụ trách an ninh, Alejandro Echevarría, được tiết lộ là thành viên của Tổ chức Francisco Franco. Sau nhiều lần bị Echevarría và Laporta từ chối, bị tranh cãi bởi các tài liệu do một cựu thành viên ban giám đốc thể hiện, Laporta cuối cùng buộc phải chấp nhận đơn từ chức của Echevarría. Tuy nhiên, Echevarría tiếp tục ở gần câu lạc bộ và đã tổ chức an ninh trong lễ kỷ niệm chức vô địch La Liga 2005–06.
Lý lịch chính trị của Laporta đã thêm vào những phức tạp xung quanh vụ bê bối Echevarría, vì hoạt động chính trị của ông hoàn toàn trái ngược với những gì được ngụ ý bởi tư cách thành viên của Quỹ Francisco Franco. Laporta là một người theo chủ nghĩa dân tộc Catalunya và được xác định trong một số trường hợp là ủng hộ sự độc lập của Catalunya khỏi Tây Ban Nha. Vào đầu những năm 1990, ông cùng các chính trị gia Catalunya Pilar Rahola và Ángel Colom thành lập "Đảng vì độc lập" (hiện đã không còn tồn tại), ủng hộ chủ nghĩa ly khai ở Catalunya. Ông cũng là một người tích cực tham gia Hội chợ sách Frankfurt năm 2007, tại đó ngôn ngữ và văn hóa Catalunya được nổi bật, nhưng không bao gồm các tác giả gốc Catalunya viết bằng các ngôn ngữ khác, chẳng hạn như tiếng Tây Ban Nha. Tại hội chợ, Laporta nói rằng ông "hy vọng rằng FC Barcelona tiếp tục là một công cụ để quảng bá ngôn ngữ và văn hóa Catalunya" và ngược lại, ông sẽ cảm thấy có nghĩa vụ "phải tạo ra Cộng hòa Catalunya của Barcelona".
Một lời chỉ trích khác mà Joan Laporta nhận phải là khi trở lại ghế chủ tịch FC Barcelona vào năm 2021, với những lời hứa sẽ xoay chuyển tình thế và thuyết phục Lionel Messi ở lại. Ông thất hứa, để Messi sang câu lạc bộ khác khiến nhiều người hâm mộ tức giận và khó chịu. Việc Messi rời khỏi Barcelona đã khiến Jaume Llopis, một cựu thành viên của Espai Barça, từ chức vì tuyên bố rằng câu lạc bộ và chủ tịch đã không cố gắng hết sức để giữ cầu thủ người Argentina.

## Đời tư
Laporta đã kết hôn với Constanza Echevarría; có 3 con trai là Pol, Guillem và Jan. Chỉ có Pol theo nghiệp bóng đá, chơi ở vị trí tiền vệ tấn công.

## Danh hiệu đạt được trên cương vị chủ tịch
- La Liga: 2004–05, 2005–06, 2008–09, 2009–10
- Primera División (nữ): 2020–21, 2021-22
- Cúp Nhà vua Tây Ban Nha: 2008–09, 2020–21
- Siêu cúp bóng đá Tây Ban Nha: 2005, 2006, 2009
- UEFA Champions League: 2005–06, 2008–09
- UEFA Women's Champions League: 2020–21
- Siêu cúp bóng đá châu Âu: 2009
- FIFA Club World Cup: 2009
- EHF Champions League: 2020–21